# Potentialberatung
Die Potentialberatung ist ein Förderangebot des Landes Nordrhein-Westfalen, das vom Ministerium für Arbeit, Gesundheit und Soziales mit Mitteln aus dem Europäischen Sozialfonds (ESF) realisiert wird. Über die Potentialberatung kann die Inanspruchnahme einer externen Unternehmensberatung für bis zu zehn Beratungstage mit 50 Prozent der Nettokosten, maximal jedoch 500,- Euro pro Tag, gefördert werden. Das Angebot richtet sich vor allem an kleine und mittlere Unternehmen, wobei es seit dem 1. März 2019 keine festen Anforderungen mehr an die Betriebsgröße gibt. Die Unternehmen müssen mindestens zehn und weniger als 250 Beschäftigte haben (Vollzeitäquivalente). Kleinstunternehmen können ggf. auch das Bundesprogramm unternehmensWert:Mensch in Anspruch nehmen, das eine Förderquote von 80 Prozent bietet. Die Unternehmen müssen ihre Arbeitsstätte in Nordrhein-Westfalen haben. Das Erfordernis, dass die Betriebe seit mindestens zwei Jahren am Markt sein müssen, ist zum 1. März 2019 weggefallen.

## Inhalte
Gemäß der aktuellen ESF-Förderrichtlinie des Landes Nordrhein-Westfalen müssen die Beschäftigten des Unternehmens in den Beratungsprozess miteinbezogen werden und es muss zumindest eines der folgenden Themenfelder Inhalt der Beratung sein:
- Arbeitsorganisation, z. B. betriebliche Prozesse, Arbeitszeitmodelle oder Überarbeitung der Dienstleistungen
- Demographischer Wandel, z. B. Wissensmanagement und Nachfolgeplanungen
- Digitalisierung, z. B. Überarbeitung der betrieblichen Abläufe und die Gestaltung von Arbeit und Technik
- Gesundheit, z. B. Einführung eines betrieblichen Gesundheitsmanagements und die Gestaltung der Arbeitsplätze
- Kompetenzentwicklung und Qualifizierungsberatung, z. B. Personalentwicklung und Ermittlung von Qualifizierungsbedarfen

In eine Beratung können auch mehrere der genannten Themenfelder einfließen. Verbriefte Anforderungen an die Berater gibt es nicht, jedoch dürfen diese nicht mit dem Unternehmen verbunden sein. Nicht förderfähig im Rahmen einer Potentialberatung sind Schulungen oder Zertifizierungen. Die Vorbereitung dieser bzw. die Ermittlung von Bedarfen sind jedoch förderfähig.

## Ablauf und Aufbau
Die Potentialberatung ist als Förderinstrument an gewisse Vorgaben im Ablauf und im Aufbau geknüpft. Ganz entscheidend ist, dass ein Beratungsvertrag erst dann abgeschlossen werden darf, wenn das Unternehmen einen so genannten Beratungsscheck erhalten hat. Beratungsschecks werden von Erstberatungsstellen ausgestellt (z. B. bei Wirtschaftsförderungen und Regionalagenturen), was bei Vorliegen der zwingenden Voraussetzungen nach einem Beratungsgespräch und der Vorlage eines Beratungsangebots geschehen kann. Der Beratungsscheck ist eine Förderempfehlung, jedoch keine Zusicherung der Förderung. Das bedeutet: Die Förderung erfolgt erst nach dem Abschluss der Beratung, denn erst dann kann das Unternehmen den eigentlichen Förderantrag stellen. Vom Unternehmen wird also erwartet, dass es zunächst in Vorleistung geht. Für die Bewilligung der Förderung ist die jeweilige Bezirksregierung zuständig, die prüfen muss, ob die durchgeführte Beratung den Anforderungen auch entsprochen hat. Dafür wird u. a. geschaut, ob der Berater die Protokolle zu den einzelnen Beratungstagen angefertigt hat und ob am Ende der Beratung ein betrieblicher Handlungsplan aufgelegt wurde.

## Hintergrund und Verknüpfung mit dem Bildungsscheck NRW
Mit Hilfe der Potentialberatung möchte das Land Nordrhein-Westfalen die dort ansässigen kleinen und mittleren Unternehmen bei dem Erhalt und der Steigerung ihrer Wettbewerbsfähigkeit unterstützen. Die Betriebe sollen Herausforderungen wie die Digitalisierung oder die Gewinnung und Sicherung von Fachkräften aktiv angehen. In diesem Gesamtzusammenhang kann die Potentialberatung mit dem Bildungsscheck NRW verknüpft werden, beispielsweise dann, wenn die Beratung Qualifizierungsbedarfe festgestellt hat und diese erfüllt werden sollen.